# Stretto di Magellano
Lo stretto di Magellano è un percorso navigabile del Cile frapposto fra la massa continentale del Sud America (a Nord) e la Terra del Fuoco (a Sud). Si può sostenere che lo stretto sia il più importante passaggio naturale tra l'Oceano Pacifico e l'Oceano Atlantico, alternativo (fino all'apertura del Canale di Panama) al Canale di Beagle (interno all'arcipelago della Terra del Fuoco) e al Canale di Drake (tratto di mare che separa capo Horn, l'estremità più meridionale dell'America Meridionale, e l'Antartide). Il passaggio è considerato una rotta navale difficile da percorrere a causa del clima inospitale (con venti e correnti marine forti e difficili da prevedere) e della strettezza intrinseca del passaggio.
Deve il suo nome all'esploratore portoghese Ferdinando Magellano, primo europeo ad attraversare lo stretto nella sua spedizione del 1520.

## Descrizione
Nell'immagine a destra è visibile l'intero stretto: l'apertura orientale è l'ampia baia sul confine tra Cile e Argentina. A ovest, ci sono diversi punti di accesso dal Pacifico, anche se il più visibile qui è l'estensione di circa 200 km che va dall'Arcipelago della Regina Adelaide (al centro a sinistra) fino al cuore dello stretto (al centro in basso). Le isole e le montagne sono evidenziate dal bianco della neve, mentre le terre meno elevate a nord e a est ne sono libere.
Ferdinando Magellano divenne il primo europeo a navigare lo stretto nel 1520, durante il suo viaggio di circumnavigazione del globo. Poiché le navi di Magellano vi entrarono il 1º novembre, venne chiamato in origine Estrecho de Todos los Santos (Stretto di Tutti i Santi). Questo passaggio venne attraversato dai primi esploratori: oltre a Magellano anche Francis Drake e Charles Darwin. Anche i cercatori durante la corsa all'oro californiana nel 1849 usarono questa rotta.
Fino al completamento del Canale di Panama nel 1914, lo stretto di Magellano era uno dei modi più sicuri per spostarsi tra l'Atlantico e il Pacifico. Protette dalla Terra del Fuoco a sud e dal continente sudamericano a nord, le navi lo attraversavano con relativo agio, evitando i pericoli del Canale di Drake ovvero quel tratto di oceano che separa Capo Horn (la punta meridionale del Sud America) dall'Antartide (800 km circa), le cui acque sono notoriamente turbolente, e sono frequenti il ghiaccio e gli iceberg. Fino al completamento del Canale di Panama, lo stretto era la seconda rotta più usata dalle navi che passavano dall'Atlantico al Pacifico (lo spazio di mare che divide il Sudamerica dall'antartide, detto Canale di Drake, era la prima).
Il 23 maggio 1843 il Cile prese possesso del canale, che rimane ancora sotto la sua sovranità. Sulla costa dello stretto si trovano la città di Punta Arenas e il villaggio di Porvenir.

## Galleria d'immagini

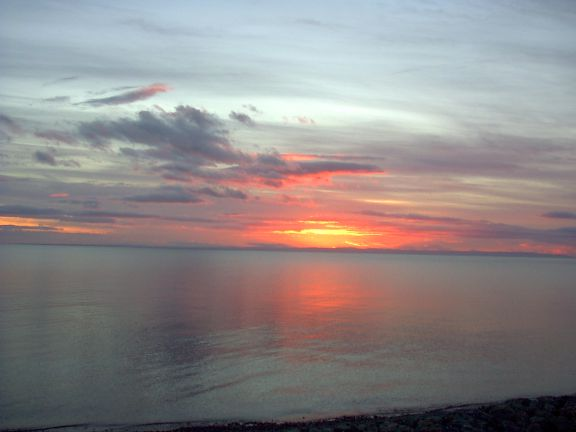
Lo stretto di Magellano all'alba.
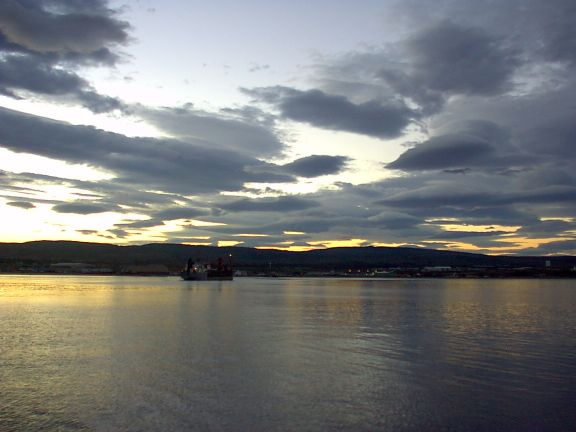
Lo Stretto di Magellano al tramonto.
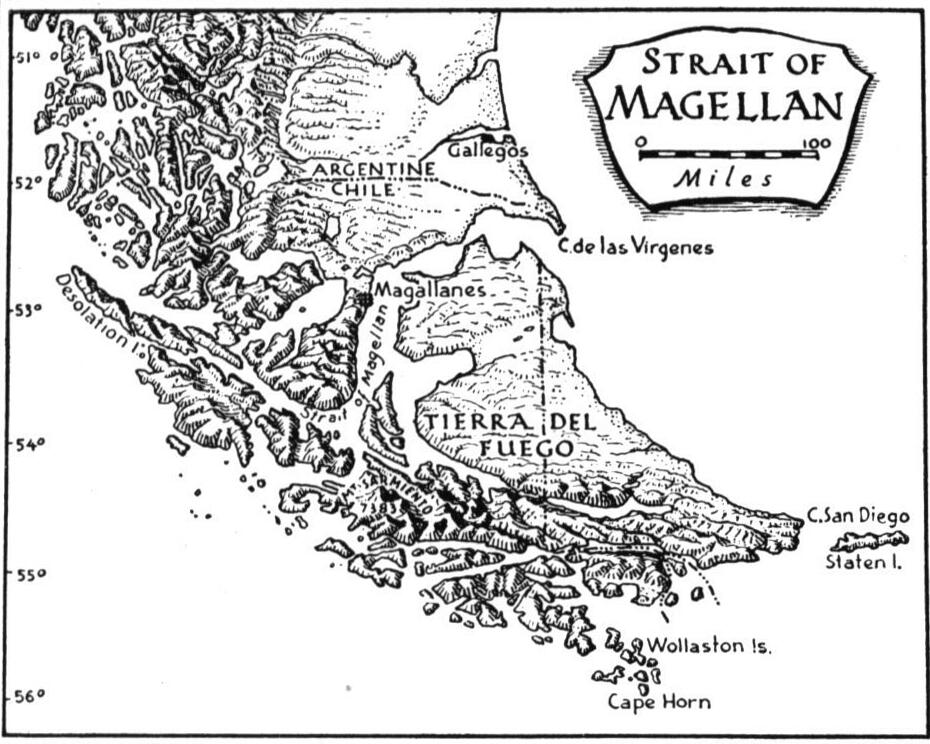
Una vecchia mappa dello Stretto di Magellano.
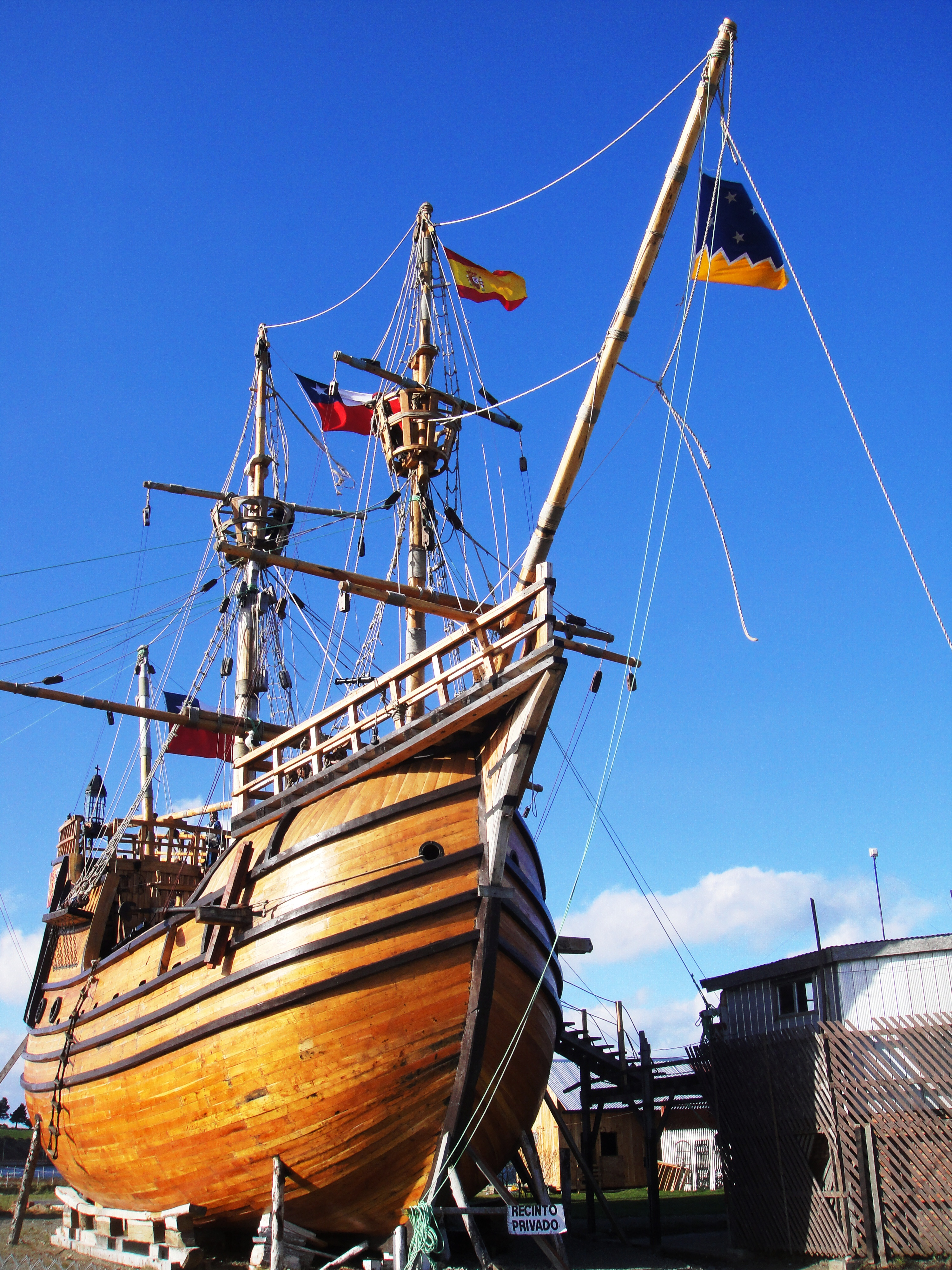
La copia della Victoria, la prima nave ad attraversare lo Stretto.